# 副研站菌属
副研站菌属（学名：Paramesonia）是黄杆菌科下的一个属。本属惟一种海洋副研站菌分离自印度洋的深海海水中。

## 下属物种
本属包括以下物种：
- 海洋副研站菌 Paramesonia marina[1]